# IHF South and Central American Emerging Nations Championship 2018
Die IHF South and Central American Emerging Nations Championship 2018 war die erste Austragung der IHF South and Central American Emerging Nations Championship im Handball der Männer. Das vom Weltverband IHF organisierte Turnier mit elf teilnehmenden Nationalmannschaften fand vom 22. bis 29. Oktober 2018 in Palmira, Kolumbien, statt. Sieger im Pabellón Blanco wurde Gastgeber Kolumbien, der sich damit für die IHF Emerging Nations Championship 2019 qualifizierte.

## Vorrunde
Legende

### Gruppe A
| Pl. | Land       | Sp. | S | U | N | Tore     | Diff. | Punkte |
| --- | ---------- | --- | - | - | - | -------- | ----- | ------ |
| 1.  | Costa Rica | 2   | 2 | 0 | 0 | 098:440  | +54   | 4      |
| 2.  | Paraguay   | 2   | 1 | 0 | 1 | 082:530  | +29   | 2      |
| 3.  | Panama     | 2   | 0 | 0 | 2 | 030:1130 | −83   | 0      |

| 22. Oktober 2018 | Panama                   | 12:63  | Costa Rica                | Pabellón Blanco, Palmira Zuschauer: 250 Schiedsrichter: Paolantoni, García |
| 22. Oktober 2018 | meiste Tore: Vergara (3) | (5:27) | meiste Tore: Hidalgo (11) | Pabellón Blanco, Palmira Zuschauer: 250 Schiedsrichter: Paolantoni, García |
| 22. Oktober 2018 | Spielbericht             |        |                           | Pabellón Blanco, Palmira Zuschauer: 250 Schiedsrichter: Paolantoni, García |

| 23. Oktober 2018 | Paraguay                  | 50:18  | Panama                     | Pabellón Blanco, Palmira Zuschauer: 130 Schiedsrichter: Paguaga, Zambrano |
| 23. Oktober 2018 | meiste Tore: Garcete (10) | (24:7) | meiste Tore: Jaramillo (7) | Pabellón Blanco, Palmira Zuschauer: 130 Schiedsrichter: Paguaga, Zambrano |
| 23. Oktober 2018 | Spielbericht              |        |                            | Pabellón Blanco, Palmira Zuschauer: 130 Schiedsrichter: Paguaga, Zambrano |

| 24. Oktober 2018 | Paraguay                 | 32:35   | Costa Rica              | Pabellón Blanco, Palmira Zuschauer: 250 Schiedsrichter: Magalhães, Silva |
| 24. Oktober 2018 | meiste Tore: Garcete (7) | (15:18) | meiste Tore: Obando (8) | Pabellón Blanco, Palmira Zuschauer: 250 Schiedsrichter: Magalhães, Silva |
| 24. Oktober 2018 | Spielbericht             |         |                         | Pabellón Blanco, Palmira Zuschauer: 250 Schiedsrichter: Magalhães, Silva |

### Gruppe B
| Pl. | Land        | Sp. | S | U | N | Tore     | Diff. | Punkte |
| --- | ----------- | --- | - | - | - | -------- | ----- | ------ |
| 1.  | Kolumbien   | 3   | 3 | 0 | 0 | 0113:500 | +63   | 6      |
| 2.  | Ecuador     | 3   | 2 | 0 | 1 | 0109:900 | +19   | 4      |
| 3.  | Honduras    | 3   | 1 | 0 | 2 | 072:1020 | −30   | 2      |
| 4.  | El Salvador | 3   | 0 | 0 | 3 | 065:1170 | −52   | 0      |

| 22. Oktober 2018 | Ecuador                          | 41:30   | El Salvador                | Pabellón Blanco, Palmira Zuschauer: 400 Schiedsrichter: Moraga, Zavalla |
| 22. Oktober 2018 | meiste Tore: drei Spieler (je 3) | (19:17) | meiste Tore: Espinoza (10) | Pabellón Blanco, Palmira Zuschauer: 400 Schiedsrichter: Moraga, Zavalla |
| 22. Oktober 2018 | Spielbericht                     |         |                            | Pabellón Blanco, Palmira Zuschauer: 400 Schiedsrichter: Moraga, Zavalla |

| 22. Oktober 2018 | Kolumbien                | 36:13  | Honduras                | Pabellón Blanco, Palmira Zuschauer: 350 Schiedsrichter: Araujo, Perdomo |
| 22. Oktober 2018 | meiste Tore: Gallego (7) | (21:5) | meiste Tore: García (5) | Pabellón Blanco, Palmira Zuschauer: 350 Schiedsrichter: Araujo, Perdomo |
| 22. Oktober 2018 | Spielbericht             |        |                         | Pabellón Blanco, Palmira Zuschauer: 350 Schiedsrichter: Araujo, Perdomo |

| 23. Oktober 2018 | Honduras                | 25:44   | Ecuador                  | Pabellón Blanco, Palmira Zuschauer: 150 Schiedsrichter: Valverde, Segura |
| 23. Oktober 2018 | meiste Tore: García (5) | (21:21) | meiste Tore: Murillo (9) | Pabellón Blanco, Palmira Zuschauer: 150 Schiedsrichter: Valverde, Segura |
| 23. Oktober 2018 | Spielbericht            |         |                          | Pabellón Blanco, Palmira Zuschauer: 150 Schiedsrichter: Valverde, Segura |

| 23. Oktober 2018 | El Salvador            | 13:41   | Kolumbien                 | Pabellón Blanco, Palmira Zuschauer: 220 Schiedsrichter: Paolantoni, García |
| 23. Oktober 2018 | meiste Tore: Ramos (4) | (10:19) | meiste Tore: Ramírez (11) | Pabellón Blanco, Palmira Zuschauer: 220 Schiedsrichter: Paolantoni, García |
| 23. Oktober 2018 | Spielbericht           |         |                           | Pabellón Blanco, Palmira Zuschauer: 220 Schiedsrichter: Paolantoni, García |

| 24. Oktober 2018 | El Salvador            | 22:34  | Honduras                | Pabellón Blanco, Palmira Zuschauer: 120 Schiedsrichter: Estrada, Pineda |
| 24. Oktober 2018 | meiste Tore: Ramos (6) | (8:13) | meiste Tore: Cantor (6) | Pabellón Blanco, Palmira Zuschauer: 120 Schiedsrichter: Estrada, Pineda |
| 24. Oktober 2018 | Spielbericht           |        |                         | Pabellón Blanco, Palmira Zuschauer: 120 Schiedsrichter: Estrada, Pineda |

| 24. Oktober 2018 | Kolumbien             | 35:24   | Ecuador                   | Pabellón Blanco, Palmira Zuschauer: 500 Schiedsrichter: Araujo, Perdomo |
| 24. Oktober 2018 | meiste Tore: Mayo (7) | (20:16) | meiste Tore: Lutardo (11) | Pabellón Blanco, Palmira Zuschauer: 500 Schiedsrichter: Araujo, Perdomo |
| 24. Oktober 2018 | Spielbericht          |         |                           | Pabellón Blanco, Palmira Zuschauer: 500 Schiedsrichter: Araujo, Perdomo |

### Gruppe C
| Pl. | Land                | Sp. | S | U | N | Tore     | Diff. | Punkte |
| --- | ------------------- | --- | - | - | - | -------- | ----- | ------ |
| 1.  | Französisch-Guayana | 3   | 3 | 0 | 0 | 090:580  | +32   | 6      |
| 2.  | Peru                | 3   | 2 | 0 | 1 | 074:720  | +2    | 4      |
| 3.  | Guatemala           | 3   | 1 | 0 | 2 | 082:650  | +17   | 2      |
| 4.  | Bolivien            | 3   | 0 | 0 | 3 | 052:1030 | −51   | 0      |

| 22. Oktober 2018 | Guatemala                 | 35:10  | Bolivien                 | Pabellón Blanco, Palmira Schiedsrichter: Estrada, Pineda |
| 22. Oktober 2018 | meiste Tore: Herrera (10) | (16:5) | meiste Tore: Lisidro (4) | Pabellón Blanco, Palmira Schiedsrichter: Estrada, Pineda |
| 22. Oktober 2018 | Spielbericht              |        |                          | Pabellón Blanco, Palmira Schiedsrichter: Estrada, Pineda |

| 22. Oktober 2018 | Peru                     | 16:25  | Französisch-Guayana      | Pabellón Blanco, Palmira Zuschauer: 450 Schiedsrichter: Magalhães, Silva |
| 22. Oktober 2018 | meiste Tore: Zerillo (6) | (9:13) | meiste Tore: Merille (6) | Pabellón Blanco, Palmira Zuschauer: 450 Schiedsrichter: Magalhães, Silva |
| 22. Oktober 2018 | Spielbericht             |        |                          | Pabellón Blanco, Palmira Zuschauer: 450 Schiedsrichter: Magalhães, Silva |

| 23. Oktober 2018 | Französisch-Guayana    | 28:21   | Guatemala                | Pabellón Blanco, Palmira Zuschauer: 400 Schiedsrichter: Moraga, Zavalla |
| 23. Oktober 2018 | meiste Tore: Cippe (8) | (12:10) | meiste Tore: Herrera (7) | Pabellón Blanco, Palmira Zuschauer: 400 Schiedsrichter: Moraga, Zavalla |
| 23. Oktober 2018 | Spielbericht           |         |                          | Pabellón Blanco, Palmira Zuschauer: 400 Schiedsrichter: Moraga, Zavalla |

| 23. Oktober 2018 | Bolivien                | 21:31  | Peru                            | Pabellón Blanco, Palmira Zuschauer: 350 Schiedsrichter: Amarilla, Rodriguez |
| 23. Oktober 2018 | meiste Tore: Canaza (7) | (5:17) | meiste Tore: Lopez, Trelles (5) | Pabellón Blanco, Palmira Zuschauer: 350 Schiedsrichter: Amarilla, Rodriguez |
| 23. Oktober 2018 | Spielbericht            |        |                                 | Pabellón Blanco, Palmira Zuschauer: 350 Schiedsrichter: Amarilla, Rodriguez |

| 24. Oktober 2018 | Französisch-Guayana  | 37:21  | Bolivien                 | Pabellón Blanco, Palmira Zuschauer: 400 Schiedsrichter: Zambrano, Paguaga |
| 24. Oktober 2018 | meiste Tore: Eli (7) | (18:7) | meiste Tore: Serrudo (8) | Pabellón Blanco, Palmira Zuschauer: 400 Schiedsrichter: Zambrano, Paguaga |
| 24. Oktober 2018 | Spielbericht         |        |                          | Pabellón Blanco, Palmira Zuschauer: 400 Schiedsrichter: Zambrano, Paguaga |

| 24. Oktober 2018 | Guatemala                 | 26:27   | Peru                      | Pabellón Blanco, Palmira Zuschauer: 100 Schiedsrichter: Paolantini, García |
| 24. Oktober 2018 | meiste Tore: Martinez (8) | (11:11) | meiste Tore: Gutelius (6) | Pabellón Blanco, Palmira Zuschauer: 100 Schiedsrichter: Paolantini, García |
| 24. Oktober 2018 | Spielbericht              |         |                           | Pabellón Blanco, Palmira Zuschauer: 100 Schiedsrichter: Paolantini, García |

## Platzierungsrunde

### Platzierungsspiele 9–11
| Pl. | Land        | Sp. | S | U | N | Tore    | Diff. | Punkte |
| --- | ----------- | --- | - | - | - | ------- | ----- | ------ |
| 1.  | El Salvador | 2   | 2 | 0 | 0 | 064:570 | +7    | 4      |
| 2.  | Bolivien    | 2   | 1 | 0 | 1 | 067:540 | +13   | 2      |
| 3.  | Panama      | 2   | 0 | 0 | 2 | 049:690 | −20   | 0      |

| 26. Oktober 2018 | El Salvador             | 33:29   | Bolivien                | Pabellón Blanco, Palmira Zuschauer: 500 Schiedsrichter: Amarilla, Rodriguez |
| 26. Oktober 2018 | meiste Tore: Ramos (11) | (13:13) | meiste Tore: Crespo (8) | Pabellón Blanco, Palmira Zuschauer: 500 Schiedsrichter: Amarilla, Rodriguez |
| 26. Oktober 2018 | Spielbericht            |         |                         | Pabellón Blanco, Palmira Zuschauer: 500 Schiedsrichter: Amarilla, Rodriguez |

| 27. Oktober 2018 | Panama                                 | 28:31   | El Salvador           | Pabellón Blanco, Palmira Zuschauer: 200 Schiedsrichter: Segura, Valverde |
| 27. Oktober 2018 | meiste Tore: Jaramillo, Arrocha (je 8) | (16:11) | meiste Tore: Sosa (7) | Pabellón Blanco, Palmira Zuschauer: 200 Schiedsrichter: Segura, Valverde |
| 27. Oktober 2018 | Spielbericht                           |         |                       | Pabellón Blanco, Palmira Zuschauer: 200 Schiedsrichter: Segura, Valverde |

| 28. Oktober 2018 | Panama                     | 21:38   | Bolivien                 | Pabellón Blanco, Palmira Zuschauer: 100 Schiedsrichter: Moraga, Zavalla |
| 28. Oktober 2018 | meiste Tore: Jaramillo (6) | (11:19) | meiste Tore: Lisidro (9) | Pabellón Blanco, Palmira Zuschauer: 100 Schiedsrichter: Moraga, Zavalla |
| 28. Oktober 2018 | Spielbericht               |         |                          | Pabellón Blanco, Palmira Zuschauer: 100 Schiedsrichter: Moraga, Zavalla |

### Viertelfinale
| 26. Oktober 2018 | Kolumbien                | 45:17  | Honduras                | Pabellón Blanco, Palmira Zuschauer: 300 Schiedsrichter: Moraga, Zavalla |
| 26. Oktober 2018 | meiste Tore: Bedoya (14) | (20:9) | meiste Tore: García (5) | Pabellón Blanco, Palmira Zuschauer: 300 Schiedsrichter: Moraga, Zavalla |
| 26. Oktober 2018 | Spielbericht             |        |                         | Pabellón Blanco, Palmira Zuschauer: 300 Schiedsrichter: Moraga, Zavalla |

| 26. Oktober 2018 | Ecuador                  | 31:32   | Peru                     | Pabellón Blanco, Palmira Zuschauer: 350 Schiedsrichter: Paolantini, García |
| 26. Oktober 2018 | meiste Tore: Lutardo (7) | (15:15) | meiste Tore: Buitron (8) | Pabellón Blanco, Palmira Zuschauer: 350 Schiedsrichter: Paolantini, García |
| 26. Oktober 2018 | Spielbericht             |         |                          | Pabellón Blanco, Palmira Zuschauer: 350 Schiedsrichter: Paolantini, García |

| 26. Oktober 2018 | Französisch-Guayana     | 26:28   | Guatemala                  | Pabellón Blanco, Palmira Zuschauer: 120 Schiedsrichter: Magalhães, Silva |
| 26. Oktober 2018 | meiste Tore: Deveau (6) | (12:15) | meiste Tore: Martinez (12) | Pabellón Blanco, Palmira Zuschauer: 120 Schiedsrichter: Magalhães, Silva |
| 26. Oktober 2018 | Spielbericht            |         |                            | Pabellón Blanco, Palmira Zuschauer: 120 Schiedsrichter: Magalhães, Silva |

| 26. Oktober 2018 | Costa Rica                              | 22:33  | Paraguay                               | Pabellón Blanco, Palmira Zuschauer: 300 Schiedsrichter: Pineda, Estrada |
| 26. Oktober 2018 | meiste Tore: Marchena, Gutierrez (je 5) | (8:13) | meiste Tore: Melgarejo, Benitez (je 7) | Pabellón Blanco, Palmira Zuschauer: 300 Schiedsrichter: Pineda, Estrada |
| 26. Oktober 2018 | Spielbericht                            |        |                                        | Pabellón Blanco, Palmira Zuschauer: 300 Schiedsrichter: Pineda, Estrada |

### Platzierungsspiele 5–8
| 27. Oktober 2018 | Honduras                | 30:39   | Ecuador                   | Pabellón Blanco, Palmira Schiedsrichter: Amarilla, Rodriguez |
| 27. Oktober 2018 | meiste Tore: García (7) | (18:18) | meiste Tore: Litardo (11) | Pabellón Blanco, Palmira Schiedsrichter: Amarilla, Rodriguez |
| 27. Oktober 2018 | Spielbericht            |         |                           | Pabellón Blanco, Palmira Schiedsrichter: Amarilla, Rodriguez |

| 27. Oktober 2018 | Französisch-Guayana              | 23:24  | Costa Rica                 | Pabellón Blanco, Palmira Zuschauer: 200 Schiedsrichter: Pineda, Estrada |
| 27. Oktober 2018 | meiste Tore: drei Spieler (je 5) | (12:9) | meiste Tore: Gutierrez (6) | Pabellón Blanco, Palmira Zuschauer: 200 Schiedsrichter: Pineda, Estrada |
| 27. Oktober 2018 | Spielbericht                     |        |                            | Pabellón Blanco, Palmira Zuschauer: 200 Schiedsrichter: Pineda, Estrada |

### Halbfinale
| 27. Oktober 2018 | Kolumbien             | 25:21   | Peru                      | Pabellón Blanco, Palmira Zuschauer: 420 Schiedsrichter: Araujo, Perdomo |
| 27. Oktober 2018 | meiste Tore: Mayo (6) | (12:10) | meiste Tore: Gutelius (5) | Pabellón Blanco, Palmira Zuschauer: 420 Schiedsrichter: Araujo, Perdomo |
| 27. Oktober 2018 | Spielbericht          |         |                           | Pabellón Blanco, Palmira Zuschauer: 420 Schiedsrichter: Araujo, Perdomo |

| 27. Oktober 2018 | Guatemala               | 20:25   | Paraguay                 | Pabellón Blanco, Palmira Zuschauer: 200 Schiedsrichter: Magalhaẽs, Silva |
| 27. Oktober 2018 | meiste Tore: Juarez (6) | (11:10) | meiste Tore: Garcete (7) | Pabellón Blanco, Palmira Zuschauer: 200 Schiedsrichter: Magalhaẽs, Silva |
| 27. Oktober 2018 | Spielbericht            |         |                          | Pabellón Blanco, Palmira Zuschauer: 200 Schiedsrichter: Magalhaẽs, Silva |

## Finalspiele

### Spiel um Platz 7
| 28. Oktober 2018 | Honduras                | 23:40   | Französisch-Guayana       | Pabellón Blanco, Palmira Zuschauer: 280 Schiedsrichter: Araujo, Perdomo |
| 28. Oktober 2018 | meiste Tore: Cantor (6) | (10:19) | meiste Tore: Merille (10) | Pabellón Blanco, Palmira Zuschauer: 280 Schiedsrichter: Araujo, Perdomo |
| 28. Oktober 2018 | Spielbericht            |         |                           | Pabellón Blanco, Palmira Zuschauer: 280 Schiedsrichter: Araujo, Perdomo |

### Spiel um Platz 5
| 28. Oktober 2018 | Ecuador                  | 24:35   | Costa Rica               | Pabellón Blanco, Palmira Zuschauer: 500 Schiedsrichter: Paolantini, García |
| 28. Oktober 2018 | meiste Tore: Litardo (8) | (13:14) | meiste Tore: Hidalgo (8) | Pabellón Blanco, Palmira Zuschauer: 500 Schiedsrichter: Paolantini, García |
| 28. Oktober 2018 | Spielbericht             |         |                          | Pabellón Blanco, Palmira Zuschauer: 500 Schiedsrichter: Paolantini, García |

### Spiel um Platz 3
| 28. Oktober 2018 | Peru                     | 29:24   | Guatemala               | Pabellón Blanco, Palmira Zuschauer: 500 Schiedsrichter: Paolantini, García |
| 28. Oktober 2018 | meiste Tore: Zerillo (6) | (14:13) | meiste Tore: Juarez (8) | Pabellón Blanco, Palmira Zuschauer: 500 Schiedsrichter: Paolantini, García |
| 28. Oktober 2018 | Spielbericht             |         |                         | Pabellón Blanco, Palmira Zuschauer: 500 Schiedsrichter: Paolantini, García |

### Finale
| 28. Oktober 2018 | Kolumbien                  | 36:25   | Paraguay                 | Pabellón Blanco, Palmira Zuschauer: 1.500 Schiedsrichter: Magalhaẽs, Silva |
| 28. Oktober 2018 | meiste Tore: González (10) | (16:11) | meiste Tore: Benitez (7) | Pabellón Blanco, Palmira Zuschauer: 1.500 Schiedsrichter: Magalhaẽs, Silva |
| 28. Oktober 2018 | Spielbericht               |         |                          | Pabellón Blanco, Palmira Zuschauer: 1.500 Schiedsrichter: Magalhaẽs, Silva |

## Abschlussplatzierungen
| Platz | Mannschaft          |
| ----- | ------------------- |
| 01    | Kolumbien           |
| 02    | Paraguay            |
| 03    | Peru                |
| 04    | Guatemala           |
| 05    | Costa Rica          |
| 06    | Ecuador             |
| 07    | Französisch-Guayana |
| 08    | Honduras            |
| 09    | El Salvador         |
| 10    | Bolivien            |
| 11    | Panama              |